# 구와하라 다케시
구와하라 다케시(일본어: 桑原 剛, 1985년 5월 10일 ~ )는 일본의 전 축구 선수이다.

## 구단 경력
과거 콘사돌레 삿포로, 미토 홀리호크, 더스파 구사쓰, 후쿠시마 유나이티드 FC에서 활동하였다.